# Blackhawk (Kalifornija)
Blackhawk je naseljeno područje za statističke svrhe u američkoj saveznoj državi Kalifornija. Prema popisu stanovništva iz 2010. u njemu je živjelo 9,354 stanovnika.